# Muhàmmad Xah Khaldji
Muhàmmad Xah Khaldji Ala al-Din fou sultà de Delhi (1296-1316).
Abans de pujar al tron fou governador de Kara en el regnat del seu oncle i sogre Firuz Xah Khalji Djalal al-Din. El 1295 va dirigir una victoriosa campanya contra el regne de Deogir al Dècan, que va saquejar. Djalal al-Din el va anar a veure a Kara i aprofitant la visita Muhàmmad el va matar traïdorament el 29 de juliol de 1296 i es va proclamar sultà avançant cap a Delhi. En aquesta ciutat els nobles al saber la mort del sultà van proclamar al fill del difunt, Rukn al-Din, però Muhàmmad va guanyar el favor popular quan va fer llençar peces de plata i or amb catapultes dirigides al poble, i així Rukn al-Din fou enderrocat fàcilment i fou coronat el 21 de desembre de 1296.
Va nomenar al seu germà Almas Beg com a comandant en cap de l'exèrcit i li va donar el títol de Ulug Khan. Va fer front a diversos intents d'invasió dels kan de Txagatai i va fer campanyes victorioses contra els regnes veïns. Fins i tot va planejar enviar el seu exèrcit a través de l'Himàlaia per conquerir Xina i també va planificar introduir una nova religió però va desistir per consell del seu ministre. Les victòries el van tronar arrogant i cruel amb tothom (nobles, clergat, família); va tirar a la seva dona de les muralles i va empresonar al seu fill i hereu designat Khidr Khan a Gwalior. Però com a administrador fou excel·lent i va desenvolupar el comerç, la indústria i l'agricultura, fent nombroses construccions i protegint les arts i la cultura
Va morir suposadament de febre el 3 de gener de 1316 però tres historiadors coincideixen a dir que Malik Naib, el seu ministre principal, el va assassinar i el poble comentava que havia estat pagat amb la seva pròpia moneda. El va succeir el seu fill de 6 anys Shihab al-Din Umar, sota regència d'un altre fill de 18 anys, Kutb al-Din Mubarak Xah I